# كايل مكارثي
كايل مكارثي (بالإنجليزية: Kyle McCarthy)‏ هو لاعب كرة قدم أمريكية أمريكي، ولد في 30 سبتمبر 1986 في يونغزتاون في الولايات المتحدة.

## وصلات خارجية
- كايل مكارثي على موقع مرجع كرة القدم المحترفة.كوم (الإنجليزية)